# Daffy exorciste
Daffy exorciste (The Duxorcist) est un cartoon, réalisé par Greg Ford et Terry Lennon et sorti en 1987, qui met en scène Daffy Duck et Melissa Duck.